# Operación Samen-ol-A'emeh
La Operación Samen-ol-A'emeh (en idioma persa: Octavo Imán) fue una ofensiva de la guerra entre Irán e Irak, lanzada por Irán entre el 27 al 29 de septiembre de 1981, para retomar la ciudad de Abadán que estaba en manos de Irak durante el Sitio de Abadán.